# کنستانتین گرچیچ
کنستانتین گرچیچ (به سیریلیک صربی: Константин грчић)؛ (زادۀ ۱۹۶۵ میلادی) یک طراح صنعتی اهل آلمان است که به دلیل ایجاد اقلام تولید انبوه مانند مبلمان و محصولات خانگی شناخته شده است. او در نمایشگاه های پیشرو طراحی شرکت کرده است و آثارش را می‌توان در موزه‌های بزرگ مشاهده کرد. طرح‌های کاربردی او که به‌عنوان زیبایی‌شناسی کاهش یافته توصیف می‌شوند، با اشکال هندسی و زوایای غیرمنتظره مشخص می‌شوند.